# Kedungsumber (Temayang)
Kedungsumber is een bestuurslaag in het regentschap Bojonegoro van de provincie Oost-Java, Indonesië. Kedungsumber telt 3247 inwoners (volkstelling 2010).